# Харод
Харо́д (ивр. נַחַל חֲרוֹד‎, арабское название «Эль-Джалуд») — река в Израиле, берёт начало на склонах холма Гиват-Море к северо-западу от Афулы, протекает на восток по долине Харод (восточная часть Изреельской долины) и долине Бейт-Шеан, впадает в Иордан. Длина реки, по разным источникам — 32-35 километров. Площадь бассейна Харода составляет 196 км², в бассейн входят северные склоны хребта Гильбоа.
Одним из основных источников вод реки в прошлом был находящийся в пещере ключ Эйн-Харод. Вокруг источника Эйн-Харод разбит национальный парк Мааян-Харод. Расход воды Эйн-Харод, замеренный в 50-х годах составлял 4,7 млн м³ в год, общий расход воды в реке, с учётом множества источников, которыми богата долина Бейт-Шеан, оценивался в 22 млн м³ в год. После того, как в районе были пробурены артезианские скважины, мощность источника Эйн-Харод резко упала. В настоящее время суммарный вклад постоянных источников в реку Харод оценивается в 6 млн м³ в год. Воды реки сильно загрязнены промышленными стоками. Для восстановительных работ в 1992 году было образовано Управление по делам реки Харод. В сотрудничестве с Национальным управлением по делам израильских рек с 1994 года был подготовлен генеральный план восстановления, очищено несколько участков русла, разбит ряд парков на его берегах. Однако, Харод все ещё остается одной из самых загрязненных рек Израиля.
От Эйн-Харод река течёт на восток к Иордану. Долина Харод была заболочена и служила источником малярии до прибытия еврейских поселенцев в начале XX века. Тогда болота были осушены, источник перекрыт и у образовавшегося озера основан кибуц Эйн-Харод. В настоящее время часть воды забирается для полива полей в долине и для подпитки рыбных прудов, но Харод продолжает течь по своему руслу к Иордану. Ближе к устью Харод подпитывается водами источника Хуга, течение становится быстрым, и река образует несколько водопадов, высота самого значительного из них — 13 метров.

## История
Ключ Эйн-Харод упоминается в библейской Книге Судей как местонахождение лагеря израильтян во главе с Гедеоном, отобравшим у этого ручья 300 лучших из воинов израильских и победившим многочисленное войско мидиатян (Суд. 7:1).
Вдоль реки Харод шла дорога из античного Скитополиса в Кесарию Палестинскую.
В 1260 году в долине реки состоялась историческая Битва при Айн-Джалуте между армией египетских мамлюков под командованием султана Кутуза и эмира Бейбарса I и монгольским корпусом из армии Хулагу.